# Yambio
Yambio —àrab: يامبيو, Yāmbiyū— és una ciutat del Sudan del Sud, capital de l'estat d'Equatòria Occidental i del comtat de Yambio. La població és de majoria azande. El 1983 la ciutat tenia uns 24.900 habitants, però després la guerra va crear oscil·lacions; abans del conflictiu cens del 2010 apareix amb una població de 31.700 habitants. Una estimació del 2011 considerava una població de 40.400 habitants. La ciutat disposa d'un petit aeroport.
Llocs interessants a la localitat són les oficines del consell local, del comtat i la residència del governador i l'assemblea de l'estat. El 1955, a l'esclat de la primera guerra civil sudanesa, fou una de les ciutats on la població es va revoltar tot i que el seu paper en la resta de la guerra (1955-1973) i en la segona (1983-2005) fou secundari.